# Брезовица (район Сабинов)
Брезовица (словац. Brezovica) — село на северо-востоке Словакии, района Сабинов, Пряшевского края. Расположен в исторической области Шариш на востоке горного массива Левочске-Врхи в верхнем течении реки Ториса. Находится в 21 км от Сабинова и в 39 км от Левоча.
Население — 1 715 (31 декабря 2017 года), из которых 99,53 % словаков.

## История
Впервые упоминается в 1317 году, когда здесь был построен замок, разрушенный в XV веке.
С XIV до XIX века — место проведения больших ярмарок. В 1925 году половина деревни выгорела.
Население занято, в основном, в сельском и лесном хозяйстве, животноводстве.

## Население
| Год:                | 1994 | 2004    | 2014    | 2024    |
| ------------------- | ---- | ------- | ------- | ------- |
| Количество человек: | 1675 | 1687    | 1710    | 1684    |
| Разница:            |      | +0,71 % | +1,36 % | −1,52 % |

## Достопримечательности
- Римско-католическая церковь Всех Святых, построенная XIV веке.
- Ренессансовый особняк с XVII века
- Здания эпохи Возрождения, барокко и классицизма